# Albucius Candidus
Albucius Candidus (sein Praenomen ist nicht bekannt) war ein im 2. Jahrhundert n. Chr. lebender Angehöriger des römischen Ritterstandes (Eques).
Durch mehrere Militärdiplome ist belegt, dass Candidus am 5. April 121 Kommandeur der Ala I Ulpia Contariorum war, die zu diesem Zeitpunkt in der Provinz Dacia superior stationiert war.
Durch eine Inschrift ist eine Albucia Candida bekannt, die mit Gaius Valerius Pansa verheiratet war und die möglicherweise die Tochter von Albucius Candidus war. Eine weitere Inschrift, die in die zweite Hälfte des 3. Jahrhunderts datiert wird, belegt einen Marcus Albucius, der möglicherweise ein späterer Verwandter war.